# Podoliby
Podoliby (německy Podolib) je malá vesnice, část obce Králíky v okrese Hradec Králové. Nachází se asi 2 km na severovýchod od Králík. V roce 2009 zde bylo evidováno 44 adres. V roce 2001 zde trvale žilo 84 obyvatel.
Podoliby je také název katastrálního území o rozloze 2,17 km2.

## Galerie

Podoliby
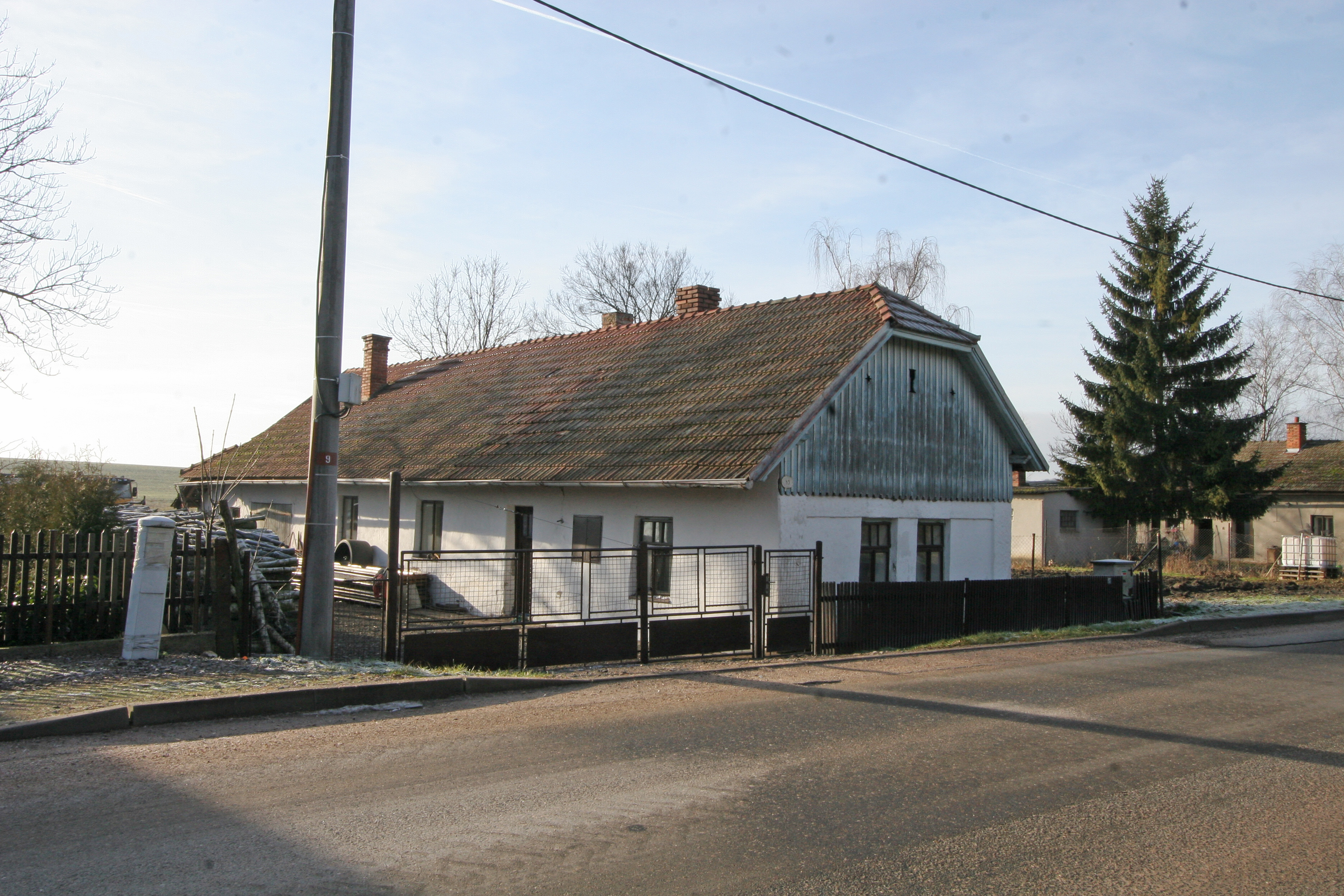
Stavení čp.45
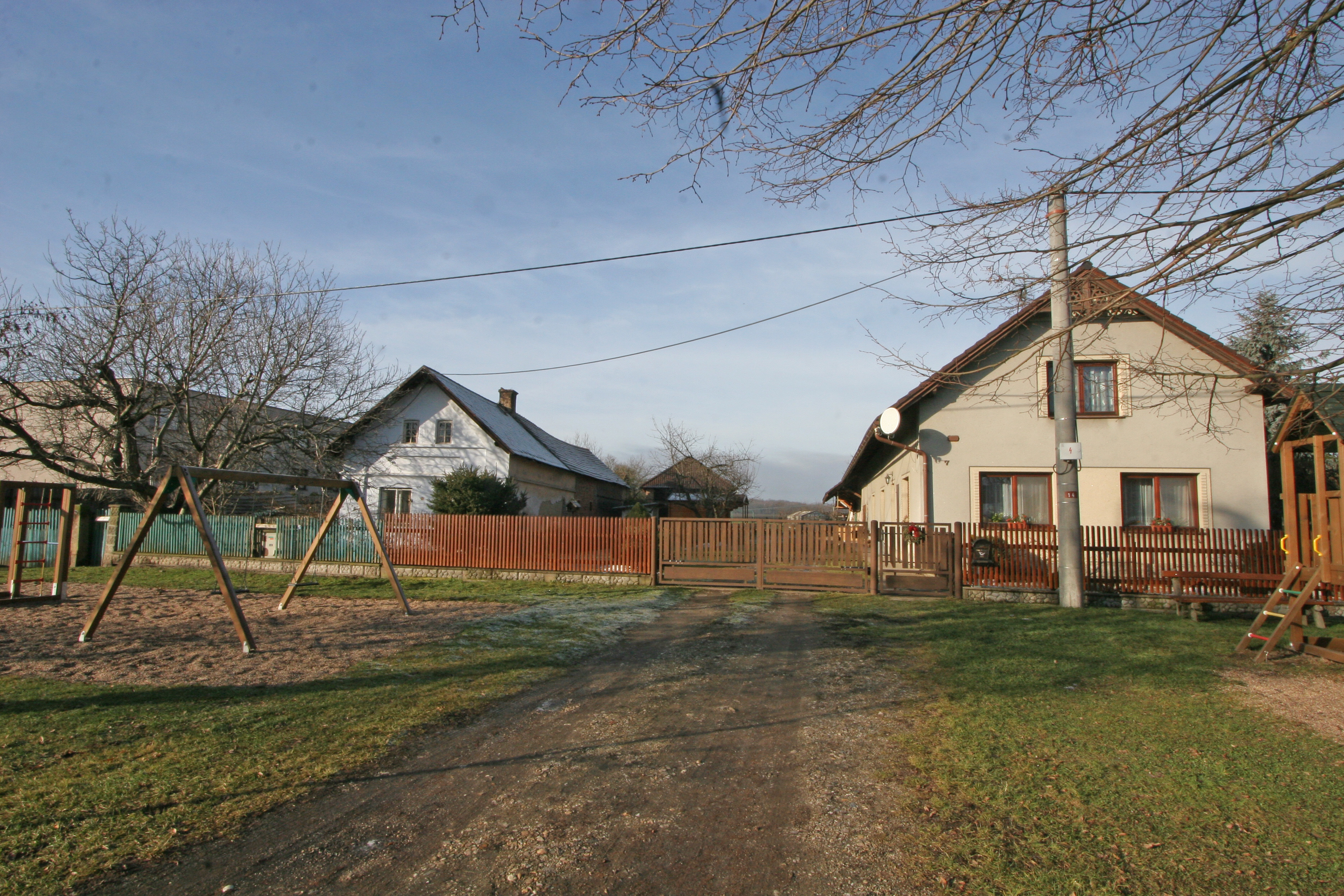
Stavení čp.7
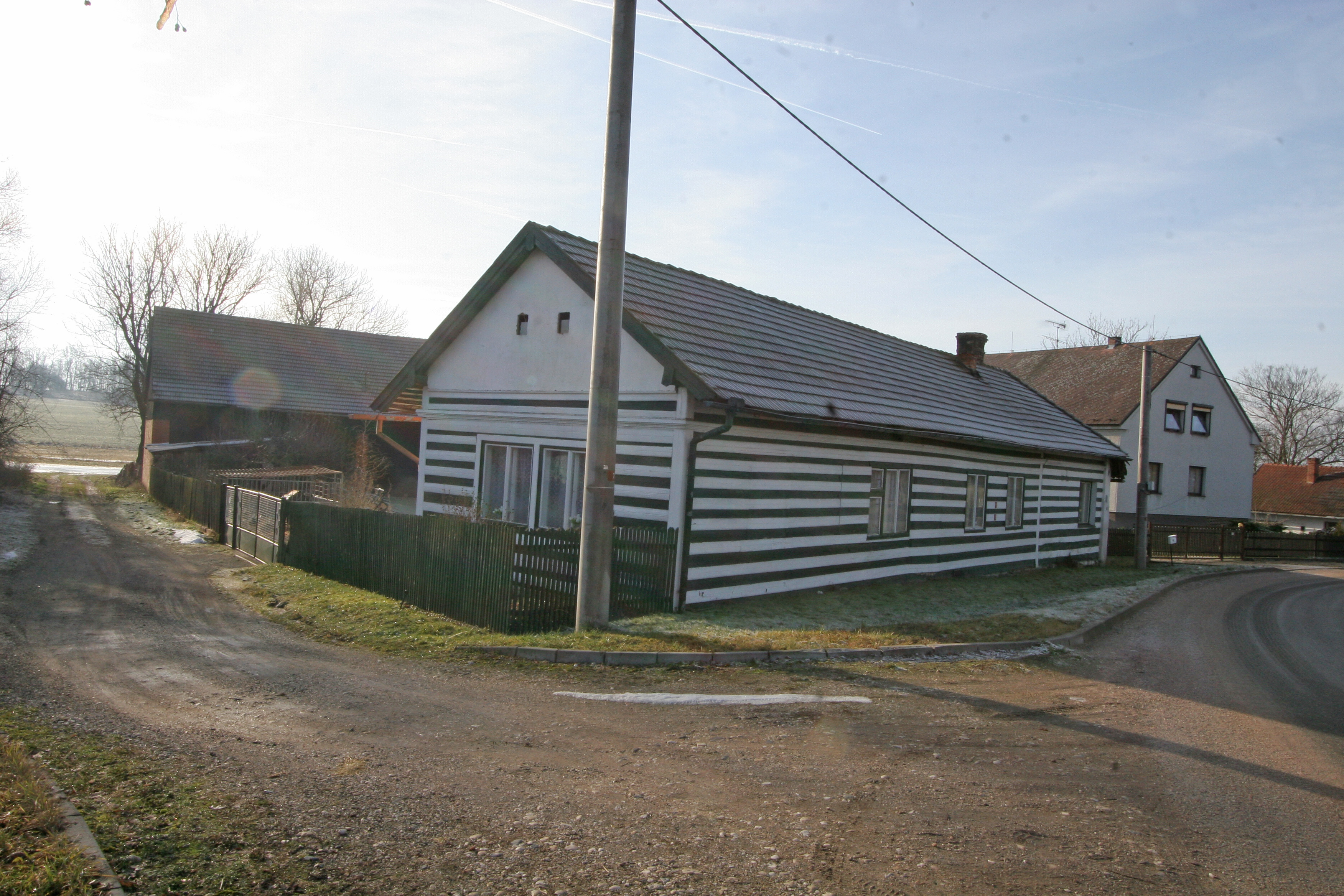
Stavení čp.11
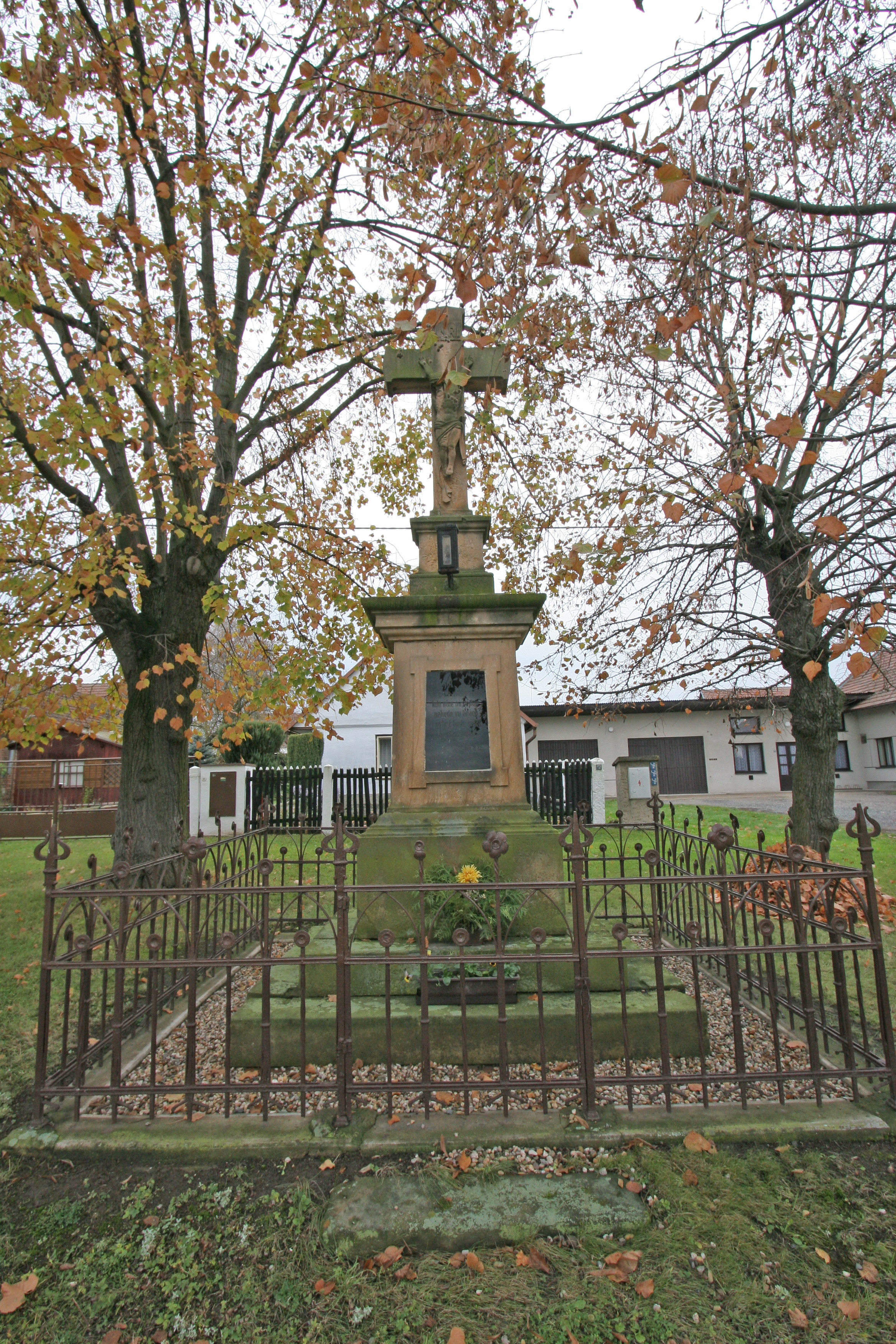
Křížek